# Thalassoma genivittatum
Thalassoma genivittatum е вид лъчеперка от семейство Labridae.

## Разпространение
Видът е разпространен в Мавриций, Мадагаскар, Мозамбик, Реюнион и Южна Африка.